# Elaphoglossum diversifrons
Elaphoglossum diversifrons är en träjonväxtart som beskrevs av Carl Frederik Albert Christensen. Elaphoglossum diversifrons ingår i släktet Elaphoglossum och familjen Dryopteridaceae. Inga underarter finns listade.